# (2234) Schmadel
Pour les articles homonymes, voir Schmadel.
(2234) Schmadel est un astéroïde de la ceinture principale.

## Description
(2234) Schmadel est un astéroïde de la ceinture principale. Il fut découvert par Hans-Emil Schuster le 27 avril 1977 à l'observatoire de La Silla. Il présente une orbite caractérisée par un demi-grand axe de 2,698 UA, une excentricité de 0,2 et une inclinaison de 25,229° par rapport à l'écliptique.
Il fut nommé en hommage à l'astronome Lutz D. Schmadel, qui calcula les orbites et les éphémérides de planètes mineures. Les objets (1206) Numerowia et (1370) Hella ont été redécouverts grâce à ses calculs.

## Compléments